# Tarot
Pour les articles homonymes, voir Tarot (homonymie).
Pour les articles ayant des titres homophones, voir Taraud, Taro et Tharaud.

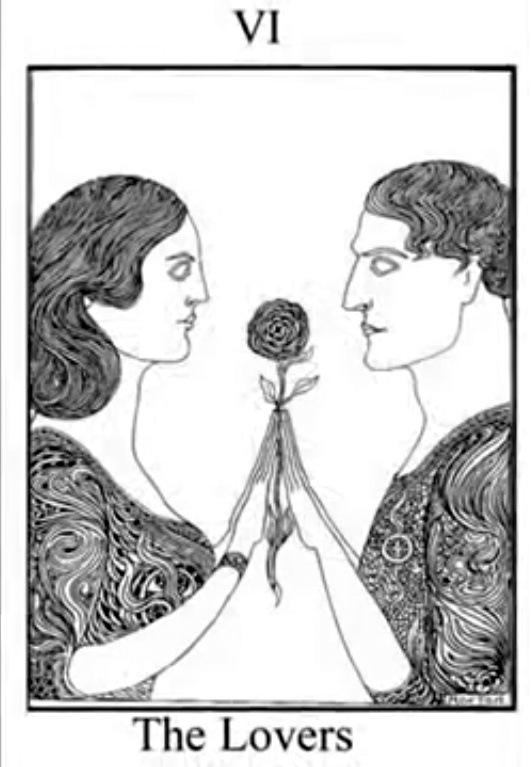
Tarot.

Le tarot est le nom de plusieurs jeux de cartes et de plusieurs ensembles de cartes à jouer, généralement au nombre de 78. Le premier jeu de tarot a été créé au XVe siècle en Europe. Les différents jeux de tarot permettent de jouer à de multiples jeux tels le tarocchini (en) italien ou le tarot français. À partir de la fin du XVIIIe siècle, le tarot possède également un usage occulte et mystique.
Les cartes de tarot sont un type de cartes à jouer apparu en Italie au XVe siècle. Les carte da trionfi ou naipe a trionfi sont mentionnées pour la première fois au milieu du XVe siècle en Italie du Nord. Le mot italien tarocchi et le mot français tarot sont mentionnés pour la première fois au début du XVIe siècle .
Les plus anciennes cartes de tarot connues aujourd'hui ont été peintes pour la famille Visconti. (voir Tarot Visconti-Sforza)

## Apparition et évolution des cartes du tarot

### Origine dans la moitié nord de lapéninsule italienneauXVesiècle
Bien des thèmes se retrouvant sur les cartes des divers jeux français figuraient déjà sur les cartes enluminées de Visconti et de Charles VI (parfois désigné à tort comme tarot de Gringonneur). Ces jeux de triomphes leur sont antérieurs puisqu'ils datent du milieu du XVe siècle. Les tarots dits de Marseille leur sont clairement apparentés. Les tarocchi de la province italienne de Lombardie sont considérés aujourd'hui comme étant les prototypes de tarots plus récents, en tous cas il est indéniable qu'ils partagent une origine commune. Tous les jeux de cartes primitifs européens seraient eux-mêmes issus de ou inspirés par les jeux de cartes orientaux des Mamelouks - on trouve plusieurs références à partir de la fin du XIVe siècle aux jeux de nahib, naïbs, naibis qui sont devenus en espagnol le mot naipes (cartes à jouer). Il faut noter que la structure du tarot diffère de la structure des jeux de cartes des Mamelouks, elles sont probablement venues de Chine au Mamelouks par l'intermédiaire des Mongols, ou des jeux à enseigne latine : outre l'ajout des vingt-deux atouts, on trouve dans le tarot quatre honneurs par couleur au lieu de trois, et dix cartes numérales au lieu de neuf dans les jeux de cartes espagnols. Les enseignes reprennent majoritairement les enseignes italiennes à quelques exceptions près (cf. infra).
Le motif plus spécifique le plus répandu du tarot dit de Marseille trouve peut-être une origine en Italie : la planche xylographiée dite Feuille Cary de la collection Cary de l'université Yale à la datation vague, très largement et très approximativement positionnée chronologiquement entre 1450 et 1550[réf. nécessaire],, et six cartes d'un tarot du XVIe siècle ou du XVIIe siècle trouvée à l'occasion de recherches au Castello Sforzesco à Milan  présentent des images extrêmement similaires au motif dit de Marseille - on note en particulier l'absence de titres sur les cartes.

### En France

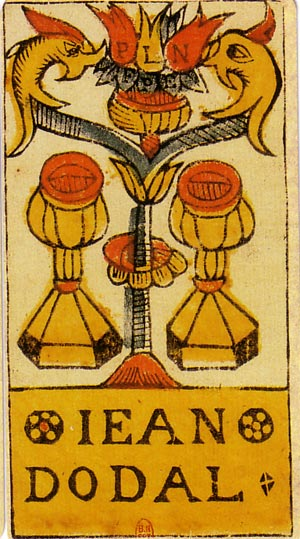
Le 2 de Coupe, du jeu de Jean Dodal (début XVIII)

#### XVIesiècle
D'après le philosophe et historien Michael Dummett, le tarot aurait été rapporté en France par les soldats des invasions en Italie de Charles VIII en 1494 et Louis XII en 1499. Cependant une référence à l'existence des tarots en Avignon dès 1505 publiée par le chercheur Thierry Depaulis pourrait indiquer qu'à l'inverse ce soit l'ordre français qui ait été importé dans la région de Milan à ces mêmes occasions. (Mais Thierry Depaulis a, depuis lors, abandonné cette hypothèse.)
Le plus ancien jeu de tarot français conservé aujourd'hui est celui de Catelin Geoffroy à Lyon en 1557 dont il reste trente-huit cartes, aux enseignes atypiques mais rassemblant apparemment les vingt-deux atouts. Ce tarot a plusieurs particularités : il ne reprend pas les enseignes latines mais il leur substitue Perroquets, Paons et Lion pour trois d'entre elles, la quatrième n'est pas connue. Ces enseignes étant imitées du jeu de cartes (sans atouts) gravé en 1544 par le graveur allemand Virgil Solis, la quatrième pourrait donc avoir été les Singes. Les atouts pour leur part reprennent les allégories connues dans les jeux italiens. C'est aussi l'unique exemplaire de la production du XVIe siècle, qui était pourtant conséquente, d'un jeu populaire à l'époque (cité dans Gargantua) et d'autres écrits.
Le tarot de Catelin Geoffroy est conservé aujourd'hui au Museum angewandte Kunst (Musée des arts appliqués) de Francfort.
Comme pour les autres cartes à jouer, la diffusion des cartes de tarot à partir du XVe siècle ou du XVIe siècle est rendue possible - outre le papier - par le développement de la xylographie qui restera jusqu'au XVIIIe siècle le mode de production privilégié des cartes à jouer.

#### XVIIesiècle
On connaît du XVIIe siècle trois jeux de tarot, tous de Paris : un tarot anonyme dit « tarot de Paris » (créé au début du XVIIe siècle), le deuxième plus ancien exemple de tarot conservé dans son entièreté avec ses soixante-dix-huit cartes, puis celui de Jean Noblet (auquel il ne manque que cinq cartes de la série des épées numérotées VI à X) et celui de Jacques Viéville (également conservé dans l'intégralité de ses soixante-dix-huit cartes) qui apparaissent tous deux vers 1650. Il reste également du XVIIe siècle la plus ancienne règle du jeu de tarot imprimée, due à la plume de l'abbé Michel de Marolles et imprimée à Nevers en 1637.
Toutefois, un tarot «  de Marseille », fait à Marseille par Philippe Vachier et daté (sur le 2 de deniers) 1639, complet de ses 78 cartes et en très bon état de conservation, est apparu en mars 2023 sur le marché de l’art. Il a été vendu aux enchères le 31 mars 2023 à l’hôtel Drouot par la maison Giquello & Associés pour 65 000 €, prix record pour un jeu de cartes. C’est le plus ancien tarot de ce type connu à ce jour. 
Si le jeu de Noblet témoigne clairement de l'influence milanaise évoquée ci-dessus, les jeux anonymes et de Viéville semblent témoigner de certains caractères propres aux jeux bolonais du début du XVIe siècle.
La popularité du jeu semble en déclin dans la deuxième moitié du XVIIe siècle.

#### XVIIIesiècle
Au XVIIIe siècle, on trouve les exemples notables de Jean Dodal vers 1701,  à Lyon – il venait d'Avignon – Jean et Jean-Pierre Payen (1713 et 1745) puis par exemple ceux de Nicolas Conver (1760) à Marseille), Joseph Fautrier (au XVIIIe siècle à Marseille également).
La popularité du tarot qui déclinait en France déjà depuis la fin du XVIIe siècle fait qu'il y est progressivement globalement oublié à part en Provence et dans les zones frontalières avec l'Allemagne et la Suisse. Encore cité dans certains dictionnaires et encyclopédies, il est assimilé à un jeu de carte non français et souvent confondu avec le jeu de cartes à enseignes espagnoles. La production française est principalement destinée à l'exportation, notamment vers le Piémont ou l'Allemagne. À la fin du XVIIIe siècle, il n'est guère plus joué sur le territoire français qu'en Alsace, Franche-Comté et Provence.
Les cartiers – notamment dans le Sud-Est de la France – continuent de publier ce type de jeu de cartes.
Au milieu du XVIIIe siècle les cartiers allemands abandonnent progressivement d'une part les enseignes italiennes au profit des enseignes françaises, et d'autre part les atouts classiques au profit de motifs animaliers ou de scènes pittoresques. À la fin du XIXe siècle, ces Tarots d'un genre nouveau relanceront la mode du jeu en France.

#### XIXesiècle
Le Tarot classique est produit par exemple par Lequart (qui sera racheté par Grimaud) sous la désignation de Tarot italien. On trouve aussi des tarots italiens à double-tête (Grimaud, Gaudais). Ces tarots à enseignes italiennes cohabitent avec différents types de Tarots à enseigne française.
À Marseille, Jean-Baptiste Camoin qui a commencé par récupérer la fabrique de Nicolas Conver, a fait main basse sur tout le marché de la carte à jouer dans la métropole phocéenne. Modernisant les modes de productions, il publie notamment autour de 1880 une version modifiée du Tarot de Nicolas Conver avec une palette de couleurs restreinte adaptée aux nouveaux modes de production industrielle.

#### XXesiècle
Dans les premières années du siècle, au Royaume-Uni, une version du tarot français de tendance ésotérique destiné à la cartomancie naît sous la plume de Arthur Edward Waite et le dessin de Pamela Colman-Smith, publié par les éditions Rider - on l'appelle jeu Rider-Waite ou Rider-Waite-Smith. Celui-ci reprend les noms des atouts et leur séquence dans le tarot d'origine (L'Amant - arcane VI - devient Les Amants), alors que les cartes de points deviennent elles aussi illustrées de petites scènes. Il est en fait une manifestation des théories d'Éliphas Lévi et des influences de la société ésotérique Golden Dawn. Cette variation (avec ses illustrations de style naïf combinant les influences des mouvements arts and crafts et art nouveau, et le syncrétisme caractéristique de l'occultisme britannique moderne) sera dans le monde anglo-saxon la référence et le modèle de la plupart des tarots à vocation ésotérique tout au long du XXe siècle.
Au début du XXe siècle le Tarot nouveau publié par Grimaud (appellation de 1920 du tarot créé sur le modèle du tarot allemand de 1865 de Ludwig Wüst) avec ses atouts à thèmes et ses enseignes françaises, supplante largement le modèle du tarot italien.
Le tarot classique avec ses enseignes italiennes et ses atouts traditionnels disparaît quasi complètement de la production.
Toutefois en 1930, Paul Marteau relance le tarot ancien en ciblant le marché de la divination, et sort une version modifiée renommée Ancien Tarot de Marseille, qui connaît un grand succès au long du XXe siècle, basée sur les couleurs tardives de l'édition Camoin du XIXe et certains dessins d'un tarot de Besançon rachetés avec le fond Lequart.
Le célèbre occultiste britannique Aleister Crowley conçut aussi, en collaboration avec Frieda Harris qui en peignit les lames, un jeu à vocation divinatoire intitulé Tarot de Thoth (en), entre 1938 et 1943, qui ne fut publié qu'en 1969.

## Étymologie
Le mot « tarot » est un emprunt à l'italien tarocchi (même sens), qui dériverait de tara, « déduction, perte de valeur », le joueur devant, dans la plupart des cas, mettre des cartes de côté. C'est l'écart ou « chien » des joueurs de tarot.
Le philosophe Emmanuel d'Hooghvorst, commentateur de plusieurs lames du tarot, renvoie aussi à une explication de Mandel : « Taroté se disait autrefois d'une superficie dorée à la feuille, lorsqu'elle était poinçonnée ou gravée avec un stylet ou un poinçon pour imprimer un dessin sur l'or. Les fonds des premiers tarots enluminés étaient obtenus de cette façon ». D'Hooghvorst ajoute : « Un des plus anciens jeux de tarots que nous connaissions, les tarots des Visconti, nous montre, en effet, des personnages peints sur feuilles d'or tarotées. »
Cependant, le participe passé français « taroté », qui n’est pas attesté avant le XVIIe siècle, désigne un motif de dos imprimé avec des ornements répétés. Ce n’est donc pas le cas des tarots enluminés du XVe siècle, qui ont des fonds d’or estampés « sur la face » de la carte (les dos sont généralement badigeonnés de noir ou de rouge sombre). L’adjectif « taroté » (et le verbe, plus rare, « taroter », au sens d’imprimer les dos des cartes de petits motifs répétés) n’est utilisé qu’en français. Il n’a pas d’équivalent en italien. Ainsi, la proposition de Gabriel Mandel, reprise par l’alchimiste belge Emmanuel d'Hooghvorst, relève-t-elle d’une confusion et d’une connaissance médiocre des cartes.
D'autres étymologies encore plus fantaisistes ont été proposées, comme une référence à la rivière italienne Taro.
À l'origine, les cartes de tarot sont appelées trionfi en italien (« triomphes »). Le mot français est attesté depuis au moins 1505 ; François Rabelais appelle « tarau » l'un des jeux joués par Gargantua en 1534,.
Selon le psychanalyste Hanania Alain Amar, reprenant une théorie née à la fin du XVIIIe siècle avec Court de Gébelin, le tarot est « un jeu populaire inspiré de la Kabbale », et Sigmund Freud y jouait.

## Caractéristiques

### Généralités
Comme un paquet de cartes ordinaire, le tarot comporte quatre enseignes (qui varient de région en région : enseignes françaises en Europe du Nord, enseignes latines en Europe du Sud et enseignes allemandes en Europe centrale). Chaque enseigne compte dix cartes à points, de l'as au dix, et quatre figures : valet, cavalier, dame et roi. En outre, le tarot se distingue par un ensemble de 21 cartes d'atout et une dernière carte nommée le Fou ou l’Excuse ; suivant le jeu, cette dernière sert d'atout ou peut être défaussée pour éviter d'avoir à jouer une autre carte.
Il existe une grande variété de cartes de tarot et un certain nombre de types régionaux ont émergé. Historiquement, l'une des variétés les plus importantes est le tarot de Marseille ; certaines éditions actuelles basées sur ce tarot remontent à un paquet imprimé par le cartier Nicolas Conver en 1760. Le Troccas (en) suisse remplace la Papesse et le Pape par Junon et Jupiter. À Florence, un jeu étendu, le Minchiate, est utilisé au XVIe siècle ; il comporte 97 cartes, dont des symboles astrologiques. Certains jeux existent avant tout comme œuvres d'art et ne contiennent parfois que les 22 cartes d'atout.
Le jeu de tarot varie également. En Italie, le jeu est devenu moins populaire ; le tarocchini (en) de Bologne a toutefois survécu et il en existe des variétés jouées au Piémont. Le tarot français est le plus populaire en France et des tarots régionaux sont joués en Europe centrale, où ils sont appelés tarock, tarok ou tarokk.

### Enseignes latines

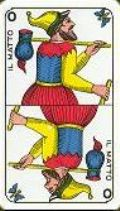
: le Fou.

Les tarots aux enseignes latines (bâtons, coupes, deniers et épées) sont les plus vieilles formes de cartes de tarot, conçues au XVe siècle dans le nord de l'Italie. Quatre types sont encore utilisés de nos jours :
- Le tarot piémontais (en) est constitué de 14 cartes de chaque enseigne : roi, dame, cavalier, valet, suivis des nombres de 10 à 1. Les atouts sont l'Ange (numéroté 20, mais néanmoins le plus fort), le Monde (21), le Soleil (19), la Lune (18), l'Étoile (17), la Tour (16), le Diable (15), la Tempérance (14), la Mort (13), le Pendu (12), la Force (11), la Roue de Fortune (10), l'Ermite (9), la Justice (8), le Chariot (7), les Amants (6), le Pape (5), l'Empereur (4), l'Impératrice (3), la Papesse (2) et le Bateleur (1). À ceux-ci s'ajoute le Fou (Matto).
- Le tarot de Besançon et le Troccas suisse sont similaires, mais le dessin est différent ; ils remplacent le Pape par Jupiter, la Papesse par Junon et l'Ange par le Jugement. Les atouts sont ordonnés suivant l'ordre numérique et la Tour est appelée la Maison Dieu.
- Le tarot de Bologne omet les cartes numérales de 2 à 5, conservant 62 cartes, et ses atouts sont différents : tous ne sont pas numérotés et quatre sont de même rang. Le dessin est également différent.
- Le tarot sicilien modifie certains atouts et remplace le 21 par une carte appelée Miseria. Il fait l'impasse sur le deux et le trois de denier, et les cartes entre l'as et le quatre des bâtons, coupes et épées : il comporte donc 64 cartes. Elles sont petites et là encore d'un dessin spécifique.

Les tarots destinés à un usage divinatoire sont généralement basés sur ce type de tarots.

### Enseignes françaises
Les tarots munis d'enseignes françaises (cœurs, carreaux, piques et trèfles) apparaissent en Allemagne pendant le XVIIIe siècle. Ils sont appelés tarots animaliers (en) (Tiertarock en allemand) car les cartes d’atout décrivent des scènes animalières. Le cartier Göbl de Munich est souvent crédité de cette innovation.
Ces cartes sont utilisées actuellement pour les tarots joués en France et en Europe centrale. Le symbolisme des atouts diffère considérablement des anciens modèles italiens. Les tarots aux enseignes françaises sont utilisés presque exclusivement pour les jeux de cartes et très rarement pour la divination.

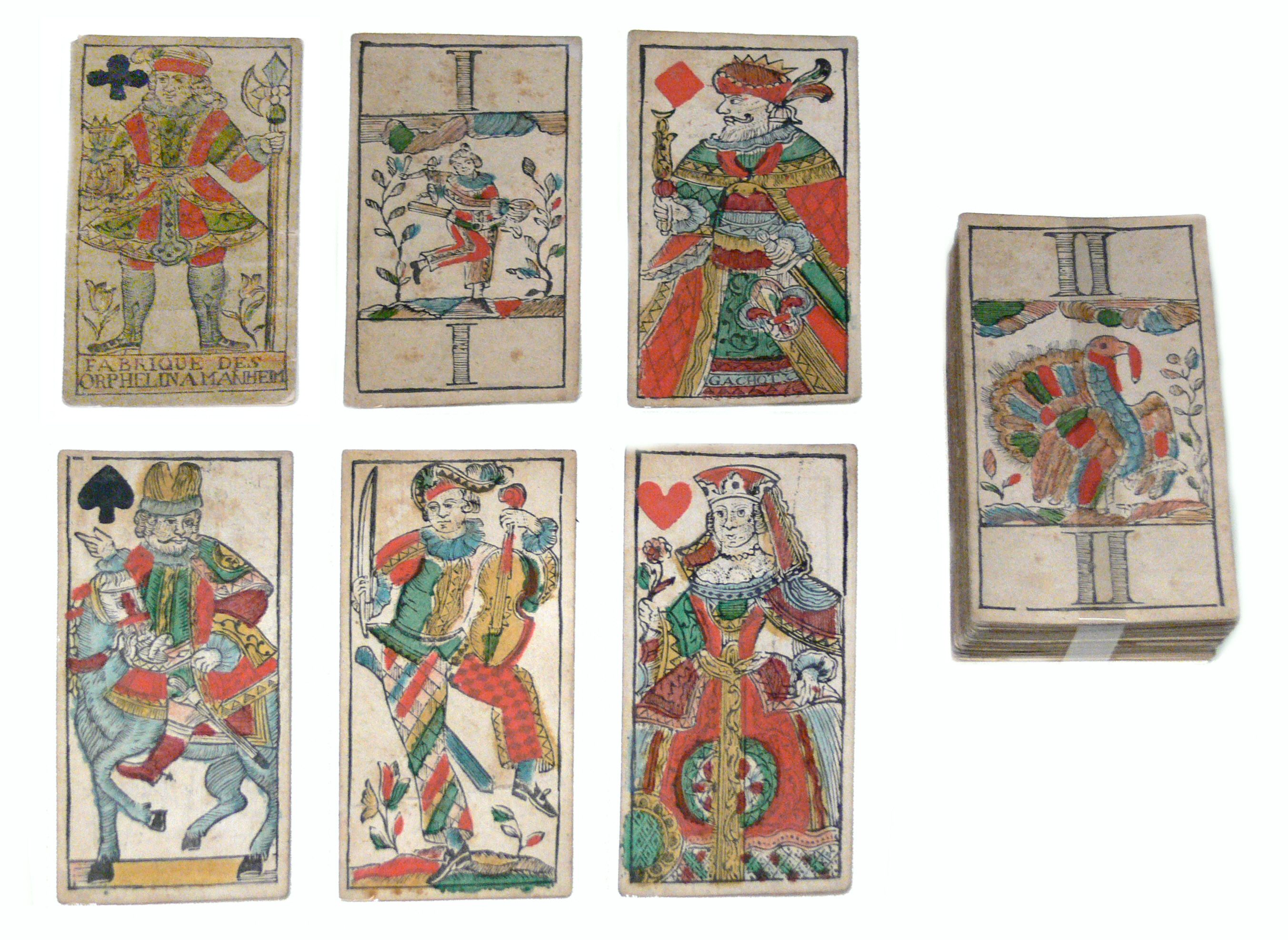
Tarot animalier, XVIIIe siècle.
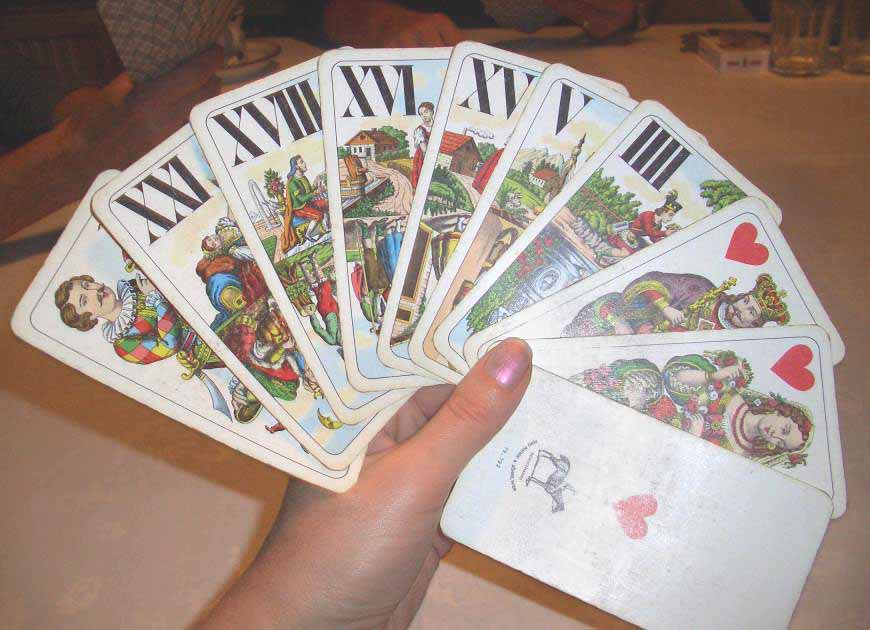
Tarot d'Europe centrale, 54 cartes.
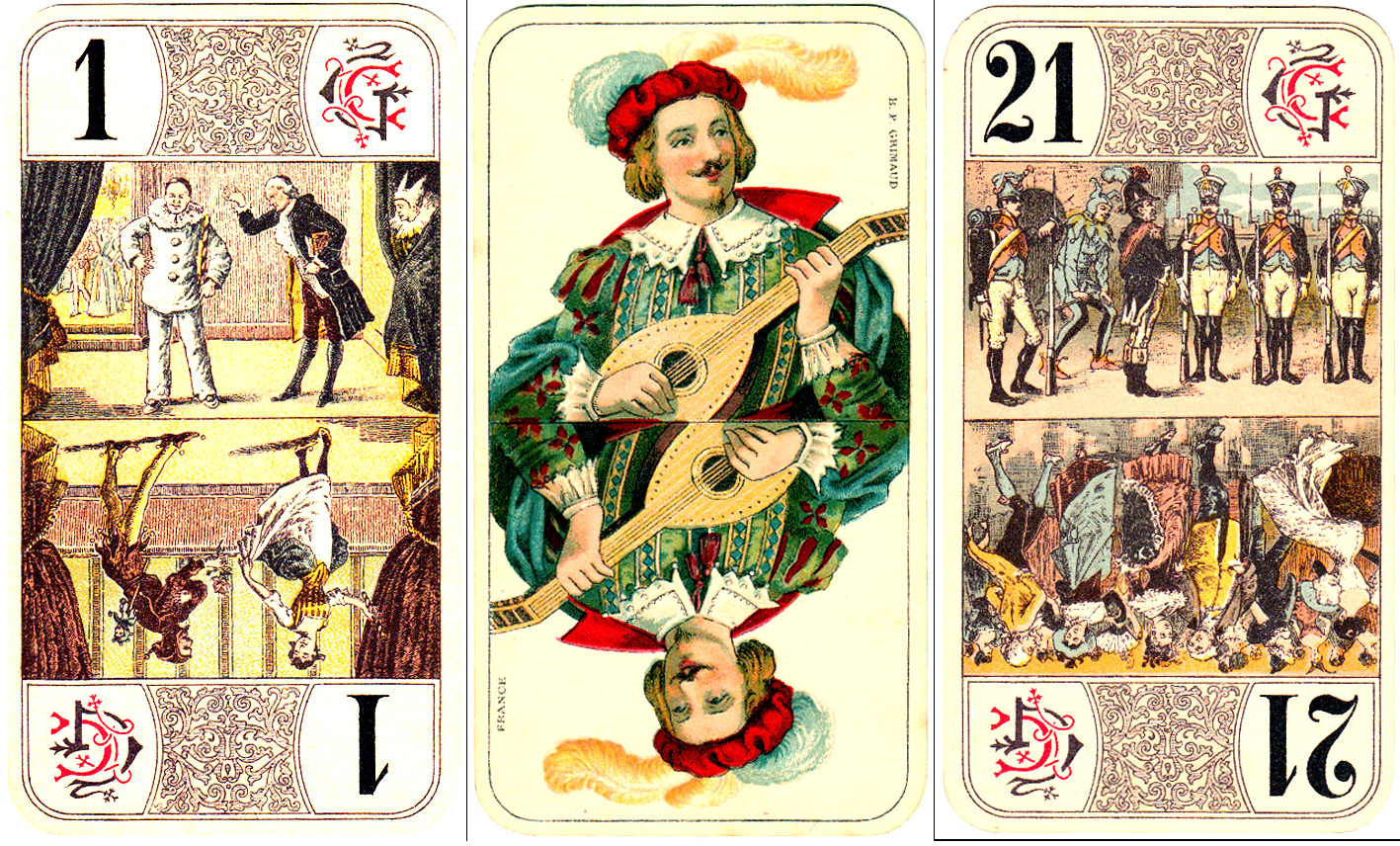
Tarot nouveau français, vers 1910.

### Tarot divinatoire

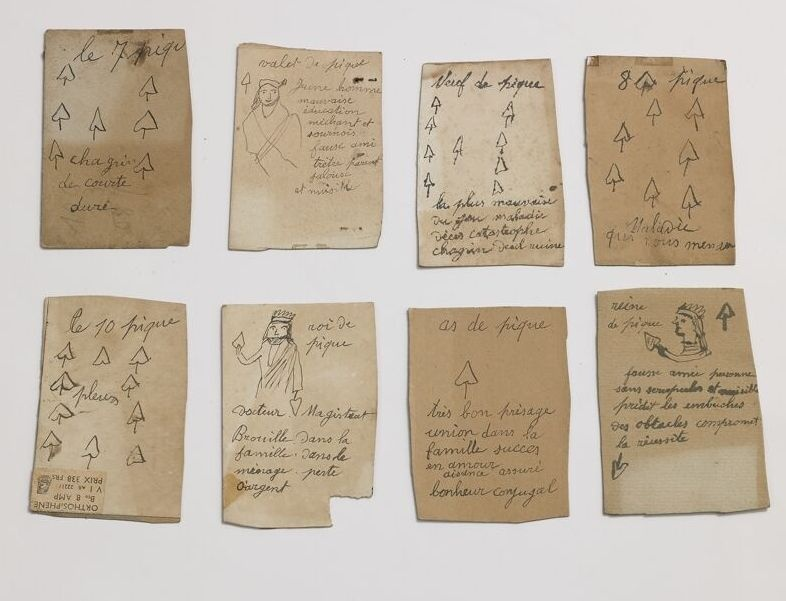
Cartes d'un jeu divinatoire, Collection Musées départementaux de la Haute-Saône

La divination à l'aide de cartes à jouer est présente dès 1540 dans le livre Le Sorti di Francesco Marcolino da Forlì qui décrit une méthode simple, où les cartes ne servent qu'à choisir un oracle au hasard et n'ont aucune signification par elles-mêmes. Des manuscrits de 1735 (The Square of Sevens) et 1750 (Pratesi Cartomancer) documentent une signification rudimentaire des cartes de tarots, ainsi qu'un système pour les présenter. Giacomo Casanova écrit dans son journal qu'en 1765, sa maîtresse russe use fréquemment d'un jeu de cartes pour la divination.
Si on se sert des lames du tarot comme moyen de prévoir l'avenir, c'est, selon E. d'Hooghvorst, « par une sorte d'amputation de leur principe, dans l'ignorance de l'intention primitive des imagiers. La divination vulgaire n'est plus que l'écorce vide de l'ancienne mantique ou prophétie dont le rôle n'est pas d'annoncer ce qui arrivera demain ou après-demain, mais de dire le monde à venir ou âge d'or, ce qui est très différent. »

## Hypothèses alternatives sur les origines et les évolutions historiques des jeux de cartes de tarot

### La théorie égyptienne et ses variantes
L'hypothèse d'une origine égyptienne du tarot vient d'Antoine Court de Gébelin (« ces cartes maudites venues de l'Egypte »).
L'association à l'Égypte semble provenir d'une tendance à l'égyptomanie propre à l'époque, et du fait qu'on a pu désigner comme hiéroglyphes les images censées cacher un sens secret dans une représentation codifiée. Romain Merlin balaya cette hypothèse en 1869.
L'idée fit florès à une époque où l'égyptomanie était en vogue - phénomène qui allait s'amplifier avec la campagne d'Égypte - et fut récupérée par divers occultistes : Etteilla, Papus, Éliphas Lévi ou encore Aleister Crowley.
La théorie reprise par Etteilla dans son ouvrage Manière de se récréer avec le jeu de cartes nommé Tarots en 1781, inspira l'auteur à en créer différentes versions en jeux de cartes - Le grand Etteilla et Le Grand Etteilla II, jeux dits égyptiens - de même que Papus allait le faire en 1889, récupérant au passage l'association aux bohémiens avec un tarot des bohémiens (cf. infra), et encore par exemple R. Falconnier en 1896 avec les XXII lames hermétiques du Tarot divinatoire.
Pour Éliphas Lévi, l'origine du tarot connu en son temps (qu'il attribue de manière erronée à Jacquemin Gringonneur) serait juive et il serait seulement inspiré d'une manière détournée par l'alphabet de Thauth (sic).
Cette théorie a entraîné la perpétuation des spéculations des occultistes cités plus haut et inspiré la création et la diffusion de nombreux jeux de tarot tels les tarots Égyptiens depuis les années qui ont suivi la publication du livre d'Etteilla jusqu'au XXIe siècle, par diverses maisons d'édition.

### Les Bohémiens
Breitkopf dans Versuch den Ursprung der Spielkarten, die Einfuehrung des Leinenpapieres, und den Anfang der holzschneidekunst in Europa zu erforschen propose en 1784 une transmission des jeux de cartes de tarot par les Bohémiens, qu'il faisait venir d'Inde, qui auraient donné les cartes aux Arabes qui auraient introduit eux-mêmes les cartes en Europe. Cette origine bohémienne est donc liée à l'Inde.
Encore une fois Romain Merlin désamorce cette théorie en en expliquant les rouages : les cartes étaient déjà connues avant l'arrivée des bohémiens, la divination par les cartes (qui servait de confirmation aux tenants de l'hypothèse bohémienne) est toute récente.
L'idée inspira toutefois également Papus dont le tarot - quoique réputé égyptien selon son auteur - fut nommé le tarot des bohémiens.

### Théories alternatives
Plusieurs théories alternatives continuent à circuler sur l'histoire du tarot de Marseille. Différents auteurs proposent des thèses où le tarot serait :
- la perpétuation d'une tradition bachique[40]
- d'origine celtique[41]
- un artefact créé par les Cathares [42]
- une création médiévale de l'abbé bénédictin Suger[43]

Ces différentes thèses situent toutes l'origine du tarot avant la fabrication des cartes italiennes du XVe siècle.

### Hypothèses sur le tarot comme évolution des jeux italiens
D'autres auteurs, sans questionner nécessairement l'origine lombarde, voient se greffer sur le tarot préexistant l'expression d'héritages et de traditions préalablement étrangers au tarot. Lesdits héritages ne s'excluent pas forcément entre eux ; ils pourraient même être liés :
- par le contexte historique, aux humanistes (italiens) de la Renaissance[44]
- d'une façon similaire, à une tradition hermétique et/ou néoplatonicienne : plusieurs cartes du tarot de Marseille contiennent en effet des représentations très précises d'éléments allégoriques décrits dans les textes originaux grecs de Platon (et rapportées pour la première fois dans les traductions latines réalisées par Marsile Ficin), cependant c'est aussi le cas de nombreux travaux artistiques de la Renaissance. En s'inspirant des considérations astrologiques et numérologiques de Marsile Ficin, Christophe Poncet propose une disposition non chronologique, sur trois lignes et sept colonnes[45]. Les lignes représenteraient les trois niveaux de l'âme – céleste, intermédiaire et terrestre – et les colonnes, représenteraient les sept astres – Jupiter, Mars, Vénus, Soleil, Lune, Mercure et Saturne.
- au compagnonnage du Moyen Âge – c'est un des mythes ou hypothèses entretenus par la franc-maçonnerie, représenté en premier lieu par Oswald Wirth dans son Tarot des imagiers du Moyen Âge.
- à la tradition de l'astrologie[46]

## Le tarot dans la culture populaire

### Littérature
- Dans l'univers de Cardcaptor Sakura (カードキャプターさくら, Kādokyaputā Sakura?), manga de CLAMP adapté en séries et films d'animation de type magical girl shoujo, la source des pouvoirs magiques du rôle-titre prend la forme d'un lot de cartes inspiré du tarot.
- Martyrs d'Olivier Peru, roman de fantasy, illustrations intérieures et couverture de l'auteur, éditions J'ai Lu
  1. Livre I, mars 2013
  2. Livre II, août 2014
- Cycle des Princes d'Ambre de Roger Zelazny, romans de fantasy où les atouts du tarot permettent à leurs porteurs de communiquer psychiquement entre eux, de s'affronter psychiquement ou de se téléporter auprès d'un autre porteur, avec son accord. De ces romans, Florence Magnin a dessiné un jeux de tarot.
- Dans le manga JoJo's Bizarre Adventure: Stardust Crusaders, les Stands des personnages sont représentés par les cartes de tarot.

### Cinéma
- Cléo de 5 à 7 (1962) d'Agnès Varda

### Jeux vidéo
- Dans la série de jeux vidéo Persona, des jeux de rôle développés par Atlus, les protagonistes de chaque jeu et leurs alliés sont tous associés à une arcane du tarot correspondant à leur caractère. Certains peuvent même invoquer une Persona, une sorte d'ange gardien représentant leur personnalité, également associée à une arcane. Les intrigues des jeux utilisent beaucoup le tarot divinatoire comme élément de l'histoire, particulièrement en donnant aux protagonistes l'arcane du Mat (The Fool dans les versions japonaise et anglaise), symbolisant leur potentiel, dans la mesure où ils sont les seuls à pouvoir manier plusieurs Personae.